# Hotel New Hampshire (román)
Hotel New Hampshire (anglicky The Hotel New Hampshire) je román amerického spisovatele Johna Irvinga, vydaný v roce 1981 v USA. Autor jej věnoval své první manželce Shyle. Celkově pátý vydaný román Johna Irvinga je nekonvenční rodinnou ságou Berryů, v níž otec rodiny Win Berry touží vést dobrý hotel.
Román vznikl přepracovaním a rozšířením povídky Penzión Grillparzer, která se objevuje v knize Svět podle Garpa jakožto fiktivní povídka protagonisty Garpa. Jak je u Irvinga zvykem, o bizarní situace není v díle nouze, čtenář v ději narazí např. na témata: znásilnění, incest, teroristický útok aj.
Česky knihu vydalo mj. nakladatelství Mustang v roce 1995.

## Námět
Snem otce početné rodiny Berryů je vést malý hotel s kvalitními službami. Nejprve se pokouší udělat hotel z vysloužilé dívčí školy ve státě New Hampshire a poté zkouší štěstí i v hlavním městě Rakouska Vídni, kam se rodina později přestěhuje. Jeho manželka Mary a nejmladší z dětí Egg zahynou při leteckém neštěstí. Kniha sleduje osudy dalších čtyř sourozenců Franny, Johna (vypravěč), Lilly a Franka. John a Franny k sobě cítí větší náklonnost než jen sourozeneckou, Frank je homosexuál a druhá nejmladší členka rodiny Lilly je liliputánka. K rodině patří ještě pes Truchlík.

## Kapitoly
1. Medvěd, který se jmenoval Stát Maine
2. První hotel New Hampshire
3. Vítězná sezóna iowského Boba
4. Franny prohrává bitvu
5. Veselé Vánoce 1956
6. Otec dostává zprávy o Freudovi
7. Truchlík znovu zasahuje
8. Truchlík se nedá potopit
9. Druhý hotel New Hampshire
10. Noc v opeře: Schlagobers a krev
11. Milování s Franny; účtování s Chipperem Dovem
12. Syndrom myšího krále; poslední hotel New Hampshire

## Česká vydání
- Hotel New Hampshire, vydání 1., Mustang s.r.o. 1995, překlad Linda Bartošková, ISBN 80-85831-82-1
- Hotel New Hampshire, vydání 2., Odeon 2003, překlad Linda Bartošková, ISBN 80-207-1133-3
- Hotel New Hampshire, vydání 3., Odeon 2005, překlad Linda Bartošková, ISBN 80-207-1195-3

## Filmová adaptace
V roce 1984 vznikl v koprodukci Kanady / Velké Británie / USA stejnojmenný film Hotel New Hampshire, režie se ujal anglický režisér Tony Richardson. Hrají: Rob Lowe, Jodie Fosterová, Paul McCrane, Beau Bridges, Nastassja Kinski, Lisa Banesová, Seth Green, Joely Richardson, Wallace Shawn, Matthew Modine, Wilford Brimley, Anita Morrisová, Timothy Webber, Dorsey Wright, Amanda Plummerová, Fred Doederlein.